# Chimonocalamus
Chimonocalamus o Sinarundinaria és un gènere de bambús de la família de les poàcies, ordre de les poals, subclasse de les commelínides, classe de les liliòpsides, divisió dels magnoliofitins.

## Taxonomia
- Chimonocalamus burmaensis
- Chimonocalamus callosus
- Chimonocalamus delicatus - bambú aromàtic (Xina)
- Chimonocalamus dumosus
- Chimonocalamus fimbriatus
- Chimonocalamus griffithianus
- Chimonocalamus longiligulatus
- Chimonocalamus longispiculatus
- Chimonocalamus longiusculus
- Chimonocalamus makuanensis
- Chimonocalamus montanus
- Chimonocalamus pallens
- Chimonocalamus tortuosus